# 富田橋
富田橋（とみだばし）
1. 新町川上流部に架かる平面の橋である。徳島県徳島市富田橋一丁目（南岸）と幸町三丁目（北岸）を結ぶ。
2. 徳島県徳島市の町名。東富田地区に属している。富田橋一丁目から富田橋八丁目まで存在する。郵便番号は〒770-0937。

## 富田橋通り
富田橋を起点とした通りのことを富田橋通りと呼ばれ、通りの近隣にはJR阿波富田駅や徳島市立富田小学校、徳島市立富田幼稚園等がある。

## 富田橋一丁目 - 八丁目
町名としての富田橋は、東富田地区に属しており、富田橋一丁目から富田橋八丁目まで存在する。郵便番号は〒770-0937。
- 人口：2,093人（2009年12月。徳島市の調査より）
- 世帯数：1,076世帯（同上）

### 地理
JR徳島駅より南東に位置し、中央を富田橋通りが通っており、通り一帯は商店街が並んでいる。東に四国旅客鉄道・牟岐線が通っている。

### 施設
教育
- 徳島市立富田幼稚園

公園
- 東富田公園

郵便局
- 徳島富田橋郵便局

### 交通

#### 道路
一般国道
- 国道438号

都道府県道
- 徳島県道136号宮倉徳島線

#### バス
徳島バス
- 富田橋通一丁目
- 富田橋通二丁目
- 富田橋通三丁目
- 富田橋通四丁目
- 富田橋通五丁目
- 富田橋通六丁目

## 隣の橋梁
（上流） - 両国橋 - 富田橋 - かちどき橋 - （下流）